# Арі Прінс
Арі Прінс (нід. Ary Prins; 28 серпня 1816 — 21 січня 1867) — голландський юрист, політик, адміністратор.
Народився в Східамі. Як віцеперм'єр Ради Індій двічі був виконувачем обов'язків генерал-губернатора Голландської Ост-Індії: після від'їзду Шарля Паю і до прибуття ван де Бееле та після його від'їзду й до прибуття Пітера Мейєра. Брав участь у придушені повстання на Борнео у 1850-1854 роках.
Той факт, що він сам не став генерал-губернатором пояснюється його участю в ліберальному політичному русі 1848 року.
Помер 21 січня 1867 року в Батавії.